# Osmičkový uzel

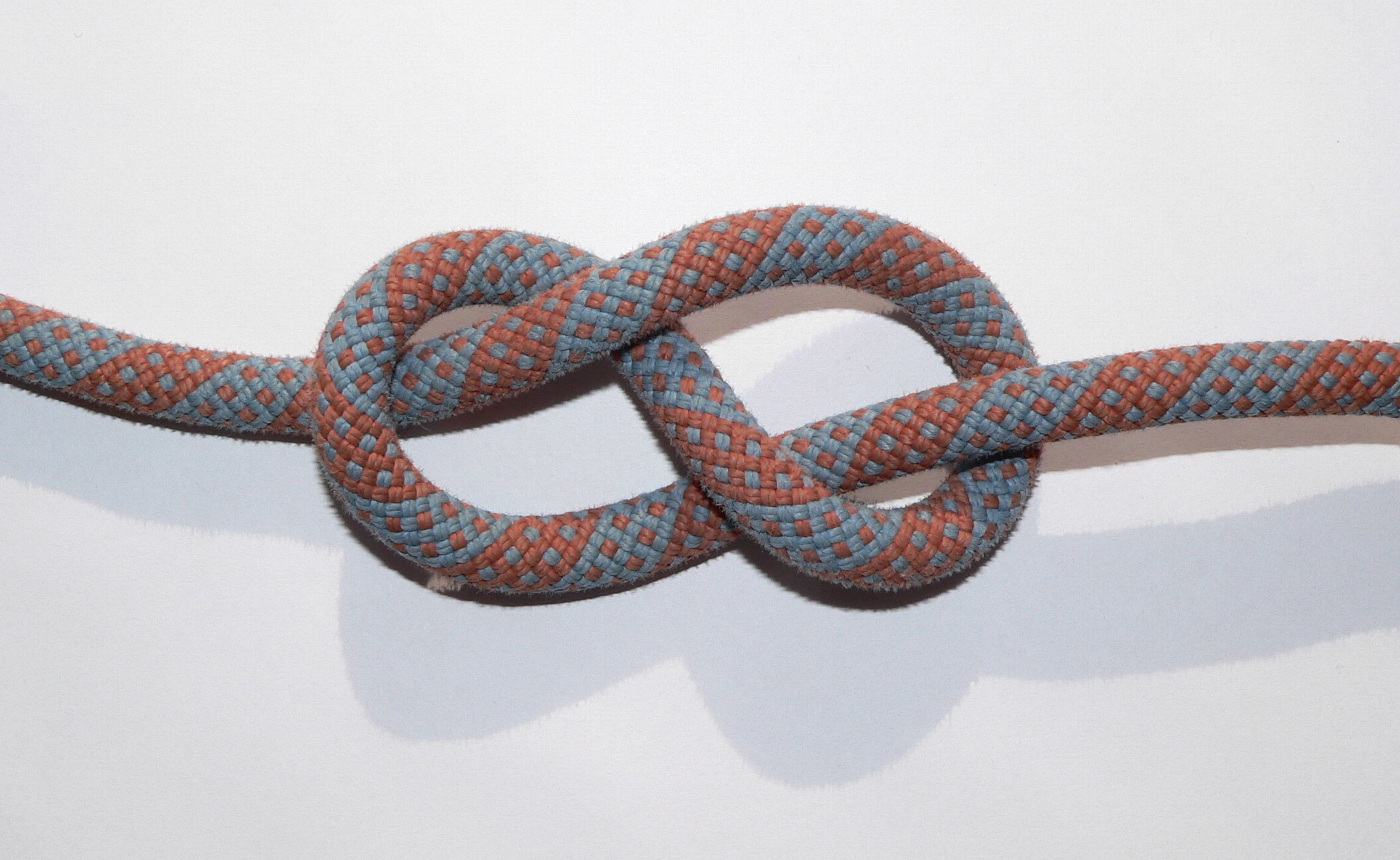
osmičkový uzel

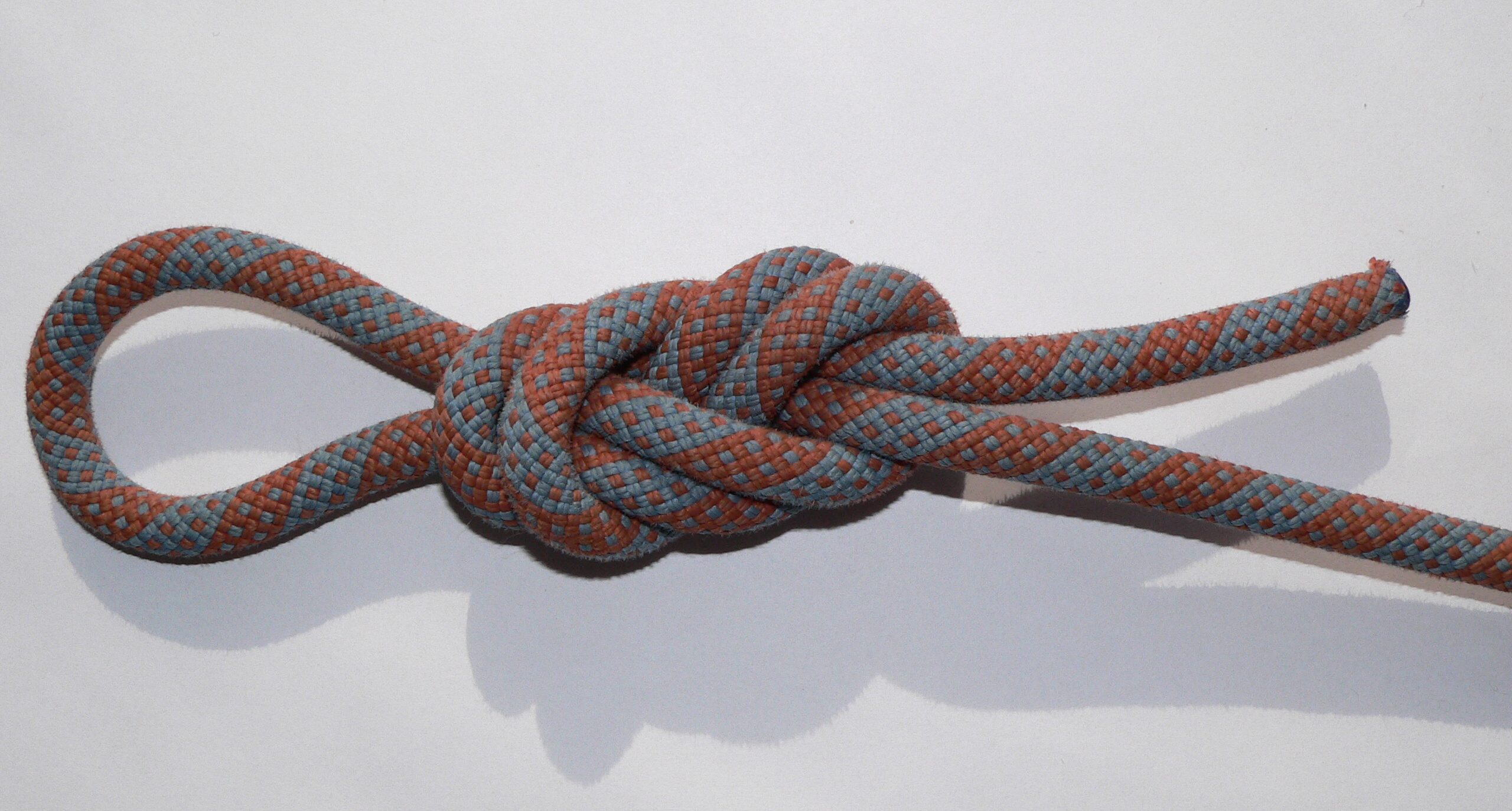
osmičkové oko

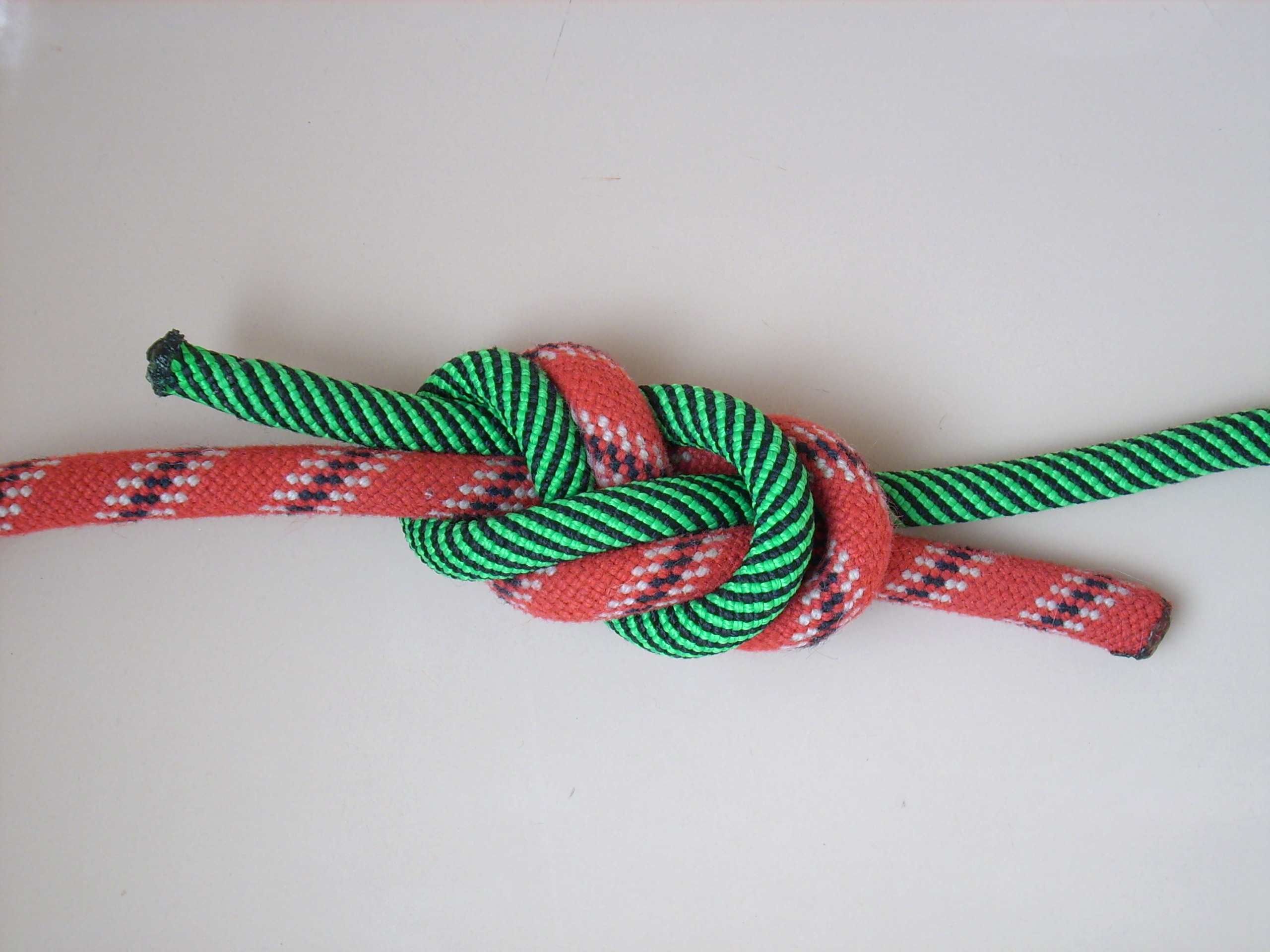
osmičková spojka

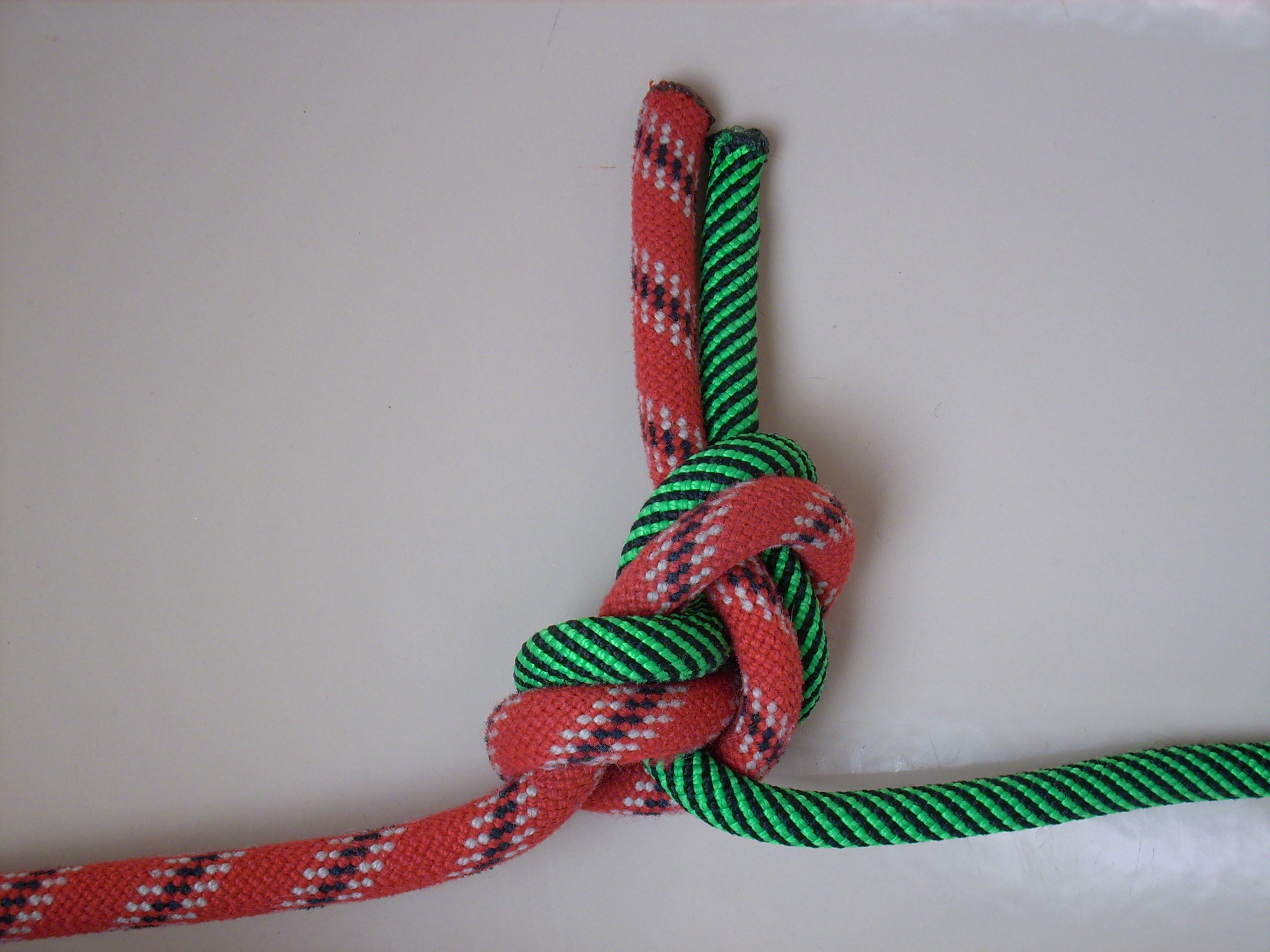
stejnosměrný osmičkový uzel

stejnosměrný osmičkový uzel - přesmyknutí

Osmičkový uzel (anglicky figure-eight knot, francouzsky nœud en huit, německy Achtknoten, ) patří mezi základní uzly.
Vzniká podobně jako jednoduché očko, lano je ale třeba otočit ještě o půl obrátky.
Samotný osmičkový uzel se používá převážně jako koncový uzel pro svůj větší objem proti jednoduchému očku, ale široké využití má v heraldice jako například Savojský uzel.
Nosnost lana snižuje trochu více než například dvojitý rybářský uzel (pro nylonová lana zhruba na 48–55 % pevnosti samostatného lana), ale lépe se povoluje. Díky symetrickému tvaru se snadno kontroluje vizuálně i hmatem a nemá tendenci se samovolně rozvazovat. Obtížné je rozvazování po silném dotažení (například pádem horolezce) je ale snazší než u vůdcovského uzlu. 

## Odvozené využití
Pokud uvážeme osmičkový uzel na dvojitém lanu (tj. na přehnutém konci nebo i uprostřed lana), získáme široce používanou a bezpečnou smyčku s výše uvedenými vlastnostmi. Toto osmičkové oko nebo též osmičkové poutko slouží nejčastěji k navazování horolezce na lano nebo ke kotvení u staticky použitého lana, při záchranářství, výškových pracích, speleoalpinismu, v jachtingu nebo rybářství. 
Protisměrná osmičková spojka (někdy též označovaná jako Flámská, anglicky Flemish bend) pro napojení dvou lan vznikne tím, že do volně uvázaného osmičkového uzlu opíšeme týž uzel druhým lanem zavedeným z protisměru. Použití je podobné protisměrnému vůdcovskému uzlu, jen je trošku pevnější, bezpečnější a rozvazovatelnější, a trochu obtížněji se váže. Podle Ashleyho ovšem výhody nepřevažují.
Naproti tomu stejnosměrná osmičková spojka (anglicky offset figure-eight bend), analogická s doporučovanou vůdcovskou spojkou, je uzlem značně nespolehlivým a je možné, že její neopatrné použití přispělo k několika nehodám. Výhody oproti jiným uzlům zřejmě nemá žádné, ale při vyšším zatížení nebo pokud je málo dotažená či nesrovnaná, může opakovaně přesmyknout. Totéž se samozřejmě týká i obvodově zatíženého osmičkového oka.